# Magenta (Marne)
 Magenta  es una población y comuna francesa, en la región de Champaña-Ardenas, departamento de Marne, en el distrito de Épernay y cantón de Ay.

## Demografía
| 2054 | 2147 | 2194 | 1949 | 1876 | 1920 |
| Para los censos de 1962 a 1999 la población legal corresponde a la población sin duplicidades (Fuente: INSEE [Consultar]) |      |      |      |      |      |